# Journalister uden grænser
Reporters sans frontièrs (RSF), eller Journalister uden grænser er en international non-profit organisation, der bekæmper overgreb mod journalister og mediearbejdere verden over, fordi de har udøvet deres journalistiske arbejde. Organisationen har hovedkontor i Paris, og har 13 kontorer i andre lande inklusive, Bruxelles, London, Washington, Rio de Janeiro og Stockholm. Der er ikke et kontor i Danmark.
Organisationen har høringsret i Forenede Nationer, UNESCO og Europarådet.

## Arbejde
Reporters sans Frontiers udgiver hvert år et pressefrihedsindex. Derudover laver de daglige rapporter om pressefriheden. De giver vejledning og træning til journalister i fysisk og digital sikkerhed.
RSF har siden 1992 hvert år udgivet en pressefrihedspris. Den går til journalister, der har udfordret magthavere på trods af trusler. 

### Vindere
- 1992 Zlatko Dizdarevic, Bosnien-Hercegovina
- 1993 Wang Juntao, Kina
- 1994 André Sibomana, Rwanda
- 1995 Christina Anyanwu, Nigeria
- 1996 Isik Yurtçu, Tyrkiet
- 1997 Raúl Rivero, Cuba
- 1998 Nizar Nayyouf, Syrien
- 1999 San San Nweh, Myanmar
- 2000 Carmen Gurruchaga, Spanien
- 2001 Reza Alijani, Iran
- 2002 Grigory Pasko, Rusland
- 2003 Ali Lmrabet, Marokko; The Daily News, Zimbabwe; Michèle Montas, Haiti
- 2004 Hafnaoui Ghoul, Algeriet; Zeta, Mexico; Liu Xiaobo, Kina
- 2005 Zhao Yan, Kina; Tolo TV, Afghanistan; National Union of Somalian Journalists, Somalia; Massoud Hamid, Syrien
- 2006 Win Tin, Burma; Novaya Gazeta, Rusland; Guillermo Fariñas Hernández, Cuba
- 2007 Seyoum Tsehaye, Eritrea; Democratic Voice of Burma, Burma; Kareem Amer, Egypten; Hu Jia, Zeng Jinyan, Kina
- 2008 Ricardo Gonzales Alfonso, Cuba; Radio Free NK, Nordkorea; Zarganar and Nay Phone Latt, Burma
- 2009 Amira Hass, Israel; Dosh, Chechnya
- 2010 Abdolreza Tajik, Iran; Radio Shabelle, Somalia
- 2011 Ali Ferzat, Syrien; Weekly Eleven News, Burma
- 2012 Mazen Darwish, Syrien; 8Sobh, Afghanistan
- 2013 Muhammad Bekjanov, Usbekistan; Uthayan, Sri Lanka
- 2014 Sanjuana Martínez, Mexico; FrontPage Africa, Liberia; Raif Badawi, Saudi-Arabien
- 2015 Zeina Erhaim, Syrien; Zone9, Etiopien; Cumhuriyet, Turkey
- 2016 Hadi Abdullah, Syrien; 64 Tianwang, Kina; Lu Yuyu and Li Tingyu, Kina
- 2017 Tomasz Piatek, Polen; Medyascope, Tyrkiet; Soheil Arabi, Iran
- 2018 Swati Chaturvedi, Indien; Matthew Caruana Galizia, Malta; Inday Espina-Varona; Filippinerne; Carole Cadwalladr, Storbritannien
- 2019 Eman al Nafjan, Saudi-Arabien; Pham Doan Trang, Vietnam; Caroline Muscat, Malta

## Historie
RSF blev grundlagt i Montpellier, Frankrig i 1985 af Robert Ménard, Rémy Loury, Jacques Molénat og Émilien Jubineau. Organisationen blev anerkendt som NGO i Frankrig i 1995.